# Суфизъм
Заглавието на тази статия може да се сбърка със софизъм.
Суфизмът или тасаууф (на арабски: تصوّف, ṣūfīya, تَصَوُّف, tasawwuf; Sufismus, Sufitum, Sufik) е аскетично течение в исляма до 9 век, стремящо се към разкриването на негови скрити мистични измерения. Последователите на суфизма се наричат суфии или дервиши.
Класическите суфистки учители дефинират суфизма като „учение, чиято цел е поправянето на сърцето и отвръщането му от всичко друго, освен от Аллах Теаля“ или като „учение, чрез което човек може да научи как да пътува в Божественото присъствие, да пречисти вътрешната си същност от нечистотата и да я разкраси с различни похвални черти“. Традиционни суфистки практики са повтарянето на имената на Аллах Теаля(зикр) и аскетизма.
Суфизмът възниква и събира последователи сред мюсюлманите в края на 7 век като реакция срещу все по-светския характер на халифата на Умаядите. През следващото хилядолетие суфизмът се разпространява на няколко континента и сред различни култури, развиван първоначално на арабски, а след това и на персийски, турски и други езици.
Най-ранните известни суфисти са самотни мистици, които привличат последователи със силата на личната си святост. Те обучават учениците си как да станат „приятели на Бога“, а онези, които постигат духовно осъществяване, на свой ред учат други. Постепенно неформалната връзка между учители и ученици се формализира с изграждането на тарики (ордени), които са свързани всеки с различен суфистки светец и могат да бъдат шиитски, сунитски, смесени или необвързани. Обикновено извеждат духовното си родословие от пророка Мохамед чрез неговия братовчед и зет Али ибн Абу Талиб, като най-важното изключение е орденът Накшбандия, който свързва началото си с първия халиф Абу Бакр.. Орденът Кадир произлиза от Абд ал Кадир Джилани, орденът Рифаи – от Ахмад Рифаи и т.н. В миналото суфистки ордени като Мевлеви, Накшбенди и Халвенти извършват мисионерска дейност и участват активно в разпространяването на исляма.